# Elina
Elina ist ein weiblicher Vorname.

## Herkunft und Bedeutung
Elina ist eine Form des Vornamens Helena; insbesondere ist Elina dessen schwedische und finnische Form. Besonders bekannt wurde der Name durch den finnisch-schwedischen Kinderfilm Elina (2002). Varianten des Vornamens sind u. a. Élina und Elīna.

## Namensträgerinnen
- Elina Andriola (* 1986), griechische Gymnastin
- Elina Born (* 1994), estnische Sängerin
- Elina Brotherus (* 1972), finnische Fotografin und Videokünstlerin
- Elina Danieljan (* 1978), armenische Schachspielerin
- Elina Duni (* 1981), albanisch-schweizerische Sängerin
- Elina Eggers (* 1987), schwedische Wasserspringerin
- Elina Galijewa (* 1984), russische Skeletonpilotin und Bobfahrerin
- Elīna Garanča (* 1976), lettische Mezzosopranistin
- Elina Hirvonen (* 1975), finnische Schriftstellerin, Journalistin und Dokumentarfilmerin
- Elina Kalendareva, usbekische Violinistin
- Elina Knihtilä (* 1971), finnische Schauspielerin
- Elina Konstantopoulou (* 1970), griechische Sängerin
- Élina Labourdette (1919–2014), französische Schauspielerin
- Elina Löwensohn (* 1966), US-amerikanische Schauspielerin
- Elina Pohjanpää (1933–1996), finnische Schauspielerin
- Elina Salomäki (* 1981), finnische Volleyballspielerin
- Elina Swerawa (* 1960), belarussische Diskuswerferin
- Elina Switolina (* 1994), ukrainische Tennisspielerin
- Elina Tissen (* 1986), deutsche Boxerin
- Elina Väisänen (* 1981), finnische Badmintonspielerin